# Przewrotne szelmy
Przewrotne szelmy (ang. Getting played) – amerykański film komediowy z 2005 roku.

## Treść
Film opowiada o trzech atrakcyjnych przyjaciółkach, które zawierają między sobą pewien układ. Wybierają z tłumu przypadkowego mężczyznę. Każda z nich ma go uwieść, zaciągnąć go do łóżka i uwiecznić wszystko na kasecie wideo. Każda z nich ma na to tylko jedną noc.

## Główne role
- Vivica A. Fox – Andrea Collins
- Carmen Electra – Lauren
- Stacey Dash – Emily
- Bill Bellamy – Mark Sellers
- Kathy Najimy – Dr. Heidi Z. Klemmer